# Río Coto Colorado
El río Coto Colorado (también río Coto) es un río ubicado en el sur de Costa Rica, específicamente entre los cantones de Golfito y Corredores. Se ubica sobre el valle del mismo nombre y en su cuenca tiene como afluentes a los ríos Corredores, Conte y La Vaca.
En sus aguas ocurrió en 1921 la guerra de Coto, entre Costa Rica y Panamá, por disputas fronterizas en ambos países.